# Lista de patriarcas arménios de Constantinopla
O Patriarca Arménio de Constantinopla é na atualidade o primaz de um dos mais pequenos patriarcados das Igrejas ortodoxas orientais, que exerceu um importante papel político e ainda hoje exerce autoridade espiritual, mantendo um grande ascendente entre as igrejas ortodoxas orientais. Apesar da enorme diminuição no número de fiéis, o patriarcado continua a ser a maior comunidade cristã da Turquia. O Patriarcado Arménio de Constantinopla reconhece a primazia do Católico de Todos os Arménios, com sede em Valarsapate, na Arménia, nos assuntos que se referem à Igreja Arménia. Em questões locais, a sé patriarcal é totalmente autónoma.

## Patriarcas Arménios de Constantinopla
- Joaquim I de Constantinopla (1461–1478)
- Nicolau I de Constantinopla (1478–1489)
- Prodromo I de Constantinopla (1489–1509)
- Mardiros I de Constantinopla (1509–1526)
- Gregório I de Constantinopla (1526–1537)
- Astvazadur I de Constantinopla (1537–1550)
- Estêvão I de Constantinopla (1550–1560)
- Diradur I de Constantinopla (1561–1563)
- Jacó I de Constantinopla (1563–1573)
- João I de Constantinopla (1573–1581)
- Tomás I de Constantinopla (1581–1587)
- Sérgio I de Constantinopla (1587–1590)
- João II de Constantinopla (1590–1591)
- Azaria I de Constantinopla (1591–1592)
- Sérgio II de Constantinopla (1592–1596)
  - Diradur I de Constantinopla (1596–1599), restaurado
- Melkisetek I de Constantinopla (1599–1600)
- João III de Constantinopla (1600–1601)
- Gregório II de Constantinopla (1601–1608)
  - Sede vacante (1608–1611)
  - Gregório II de Constantinopla (1611–1621), reposto pela 1.ª vez.
  - João III (1621–1623),reposto pela 1.ª vez.
  - Gregório II (1623–1626), reposto pela 2.ª vez.
- Zacarias I de Constantinopla (1636–1639)
  - João III (1631–1636), reposto pela 2.ª vez.
  - Zacarias I (1636–1639), reposto.
- Davi I de Constantinopla (1639–1641)
- Ciríaco I de Constantinopla (1641–1642)
- Hacatur I de Constantinopla (1642–1643)
  - Davi I (1643–1644), reposto pela 1.ª vez.
- Tomás II de Constantinopla (1644)
  - Davi I (1644–1649), reposto pela 2.ª vez.
  - Davi I (1650–1651), reposto pela 3.ª vez.
- Eleazar I de Constantinopla (1651–1652)
- João IV de Constantinopla (1652–1655)
  - Sede vacante (1655–1657)
  - Tomás II (1657–1659), reposto.
- Mardiros II de Constantinopla (1659–1660)
- Lázaro I de Constantinopla (1660–1663)
- João V de Constantinopla (1663–1664)
- Sérgio III de Constantinopla (1664–1665)
  - João V (1665–1667), reposto.
  - Sérgio III (1667–1670), reposto.
- Estêvão II de Constantinopla (1670–1674)
- João VI de Constantinopla (1674–1675)
- André I de Constantinopla (1673–1676)
- Prodromo II de Constantinopla (1676–1679)
- Sérgio IV de Constantinopla (1679–1680)
  - Prodromo II (1680–1681), reposto pela 1.ª vez.
- Teodoro I de Constantinopla (1681)
  - Prodromo II (1681–1684), reposto pela 2.ª vez.
- Efraim I de Constantinopla (1684–1686)
  - Prodromo II (1686–1687), reposto pela 3.ª vez.
  - Teodoro I (1687–1688), reposto.
- Hacadur II de Constantinopla (1688)
  - Prodromo II (1688–1689), reposto pela 4.ª vez.
  - vacante (1689–1692)
- Mateus I de Constantinopla (1692–1694)
  - Efraim I (1694–1698), reposto pela 1.ª vez.
- Melkisetek II de Constantinopla (1698–1699)
- Mequitar I (1699–1700)
  - Melkisetek II (1700–1701), reposto.
  - Efraim I (1701–1702), reposto pela 2.ª vez.
- Avedik I de Constantinopla (1702–1703)
- Caluste Gaizague I (1703–1704)
- Narses I de Constantinopla (1704)
  - Avedik I (1704–1706), reposto.
- Mardiros III de Constantinopla (1706)
- Miguel I de Constantinopla (1706–1707)
- Isaque I de Constantinopla (1707)
- João VII de Constantinopla (1707–1708)
  - Isaque I (1708–1714), reposto.
- João VIII de Constantinopla (1714–1715)
- João IX de Constantinopla (1715–1741)
- Jacó II de Constantinopla (1741–1749)
- Brokhoron I de Constantinopla (1749)
- Minas I de Constantinopla (1749–1751)
- Kevork I de Constantinopla (1751–1752)
  - Jacó II (1752–1764), reposto.
- Gregório III de Constantinopla (1764–1773)
- Zacarias II de Constantinopla (1773–1781)
- João X de Constantinopla (1781–1782)
  - Zacarias II (1782–1799), reposto.
- Daniel I de Constantinopla (1799–1800)
- João XI de Constantinopla (1800–1801)
- Gregório IV de Constantinopla (1801–1802)
  - João XI (1802–1813), reposto.
- Abraão I de Constantinopla (1813–1815)
- Bogos I de Constantinopla (1815–1823)
- Prodromo III de Constantinopla (1823–1831)
- Estêvão III de Constantinopla (1831–1839)
- Jacó III de Constantinopla (1839–1840)
  - Estêvão II (1840–1841), reposto.
- Astvazadur II de Constantinopla (1841–1844)
- Mateus II de Constantinopla (1844–1848)
  - Jacó III (1848–1856), reposto.
- Kevork II de Constantinopla (1856–1860)
- Sérgio V de Constantinopla (1860–1861)
- Bogos II de Constantinopla (1863–1869)
- Inácio I de Constantinopla (1869)
- Mkrtich (1869–1873)
- Narses II de Constantinopla (1874–1884)
- Harutium I de Constantinopla (1885–1888)
- Coreno I de Constantinopla (1888–1894)
  - Sede vacante (1894–1896)
- Magaquia Ormaniã (1896–1908)
- Madteos Izmirlian (1908–1909)
- Eliseu Turiã (1909–1910)
- João Arscharuni (1911–1913)
- Zaveno Der Eliaiã (1913–1922)
  - Sede vacante (1922–1927)
- Mesrobes Naroiã (1927–1943)
  - Sede vacante (1943–1951)
- Garegino I (1951–1961)
  - Sede vacante (1961–1963)
- Shenork Kaloustian (1963–1990)
- Garegino II (1990–1998)
- Mesrobes II Mutafiã (1998–2016)
  - Sede vacante (2016–2019)